# هوانغ سيوك جيونغ
هوانغ سيوك جيونغ (بالكورية: 황석정)‏ هي ممثلة كورية جنوبية، ولدت يوم 2 فبراير 1971 في بوسان في كوريا الجنوبية.

## روابط خارجية
- هوانغ سيوك جيونغ على موقع IMDb (الإنجليزية)
- هوانغ سيوك جيونغ على موقع قاعدة بيانات الفيلم (الإنجليزية)

لم يتم العثور على روابط لمواقع التواصل الاجتماعي.